# Le Zèbre (film)
Pour les articles homonymes, voir Le Zèbre.
Pour plus de détails, voir Fiche technique et Distribution.
Le Zèbre est un film français réalisé par Jean Poiret sorti en 1992, adapté du roman du même nom d'Alexandre Jardin, Le Zèbre publié en 1988.

## Synopsis
Hippolyte Pécheral est un notaire de province fantasque qui passe pour être un drôle de zèbre. Heureusement, son clerc et ami Grégoire veille à la bonne marche de l'étude par ailleurs prospère. Marié depuis quinze ans à Camille, professeur de lettres avec qui il a deux enfants, Hippolyte sent que la routine s'installe insidieusement dans son couple, et décide alors de ranimer la flamme de la passion. Peu de temps après, Camille reçoit des lettres d'amour anonymes. Amusée, puis troublée, elle accepte de se rendre au rendez-vous, fixé par son mystérieux admirateur dans un hôtel…

## Fiche technique
- Réalisation : Jean Poiret
- Scénario et dialogues : Jean Poiret
  - Adaptation : Martin Lamotte, d'après le roman d'Alexandre Jardin
- Photographie : Eduardo Serra
- Montage : Catherine Kelber
- Musique : Jean-Claude Petit
- Casting : Françoise Menidrey
- Décors : Marie-Laure Berthelin
- Costumes : Florence Desouches et Caroline de Vivaise
- Producteur : Thierry de Ganay
- Producteur exécutif : Monique Guerrier
- Genre : Comédie dramatique, Comédie romantique
- Durée : 95 minutes
- Date de sortie : 17 juin 1992

## Distribution
- Thierry Lhermitte : Hippolyte Pecheral
- Caroline Cellier : Camille
- Christian Pereira : Grégoire
- Annie Grégorio : Marie-Louise
- François Dyrek : Alphonse
- Carine Lemaire : Nathalie
- Walter Allouch : Laurent
- Brigitte Chamarande : Anne
- Jean-Marie Cornille : David
- Samuel Labarthe : Nogaret
- Philippe Khorsand : Cazenave
- Maurice Illouz : Durieux
- Colette Bergé : Madame Mourleau
- Pierre Gallon : Le proviseur
- Laurent Hennequin : élève Bonnange
- Olivier Brocheriou : élève Boyer
- Nicolas Di Tullio : élève Berggrueur
- Emmanuel Fouquet : Le facteur
- Eric Berenger : Malbuse
- Jean-François Dérec : Le patron de l'hôtel
- Pierre Cognon : Le fiancé
- Delphine Quentin : La fiancée
- Franck Lapersonne : Monsieur Chenu
- Silvie Laguna : Madame Chenu
- Emmanuelle Meyssignac : Stéphanie
- Jean-Luc Porraz : Le médecin
- Nicolas Marié : Le clerc de lune
- Marie-Laurence : La belle-mère
- Arnaud Quoniam : Enfant de chœur
- David Khalfa : Enfant de chœur
- Dominique Salvatori : Plongeur
- Stéphane Lévêque : Plongeur
- Edgar Givry : Voix de l'inconnu

## Autour du film
- Ultime réalisation de Jean Poiret, qui décède trois mois avant la sortie du film, le 14 mars 1992.
- La chanson du film, Le Zèbre, a été écrite par Alain Souchon, et sera enregistrée sur son album C'est déjà ça, sorti en 1993.
- La vidéo sexy est celle d'une chanson de Lova Moor, Et je danse (1988).
- Le Zèbre a été nommé deux fois lors de la  18e cérémonie des Césars, en 1993, dans les catégories Meilleure actrice pour Caroline Cellier et Meilleure première œuvre pour Jean Poiret.